# Ectemnius
Ectemnius Dahlbom, 1845 — род песочных ос из подсемейства Crabroninae (триба Crabronini). Более 180 видов.

## Распространение
В Европе около 26 видов. Для СССР указывалось 25 видов.
В Палеарктике 44 вида, в России 27 видов.

## Описание
Средней величины осы с жёлтым или белым рисунком на брюшке. Усики самцов 12-члениковые. Гнездятся в стеблях растений или в ходах ксилофагов в древесине, ловят мух, гусениц, подёнок и другие.
Вид Ectemnius borealis (Эктемниус северный) внесён в Перечень животных, нуждающихся в охране в Ямало — Ненецком автономном округе.

## Систематика
Более 180 видов (триба Crabronini).
- Ectemnius borealis (Zetterstedt 1838)
- Ectemnius cavifrons (Thomson 1870)
- Ectemnius cephalotes (Olivier 1792)
- Ectemnius confinis (Walker 1871)
- Ectemnius continuus (Fabricius 1804)
- Ectemnius crassicornis (Spinola 1808)
- Ectemnius curictensis (Mader 1940)
- Ectemnius dives (Lepeletier & Brulle 1835)
- Ectemnius fossorius (Linnaeus 1758)
- Ectemnius guttatus (Vander Linden 1829)
- Ectemnius hispanicus (Kohl 1915)
- Ectemnius hypsae (De Stefani 1894)
- Ectemnius kriechbaumeri (Kohl 1879)
- Ectemnius lapidarius (Panzer 1804)
- Ectemnius lituratus (Panzer 1804)
- Ectemnius massiliensis (Kohl 1883)
- Ectemnius meridionalis (A. Costa 1871)
- Ectemnius nigritarsus (Herrich-Schaeffer 1841)
- Ectemnius palamosi Leclercq 1964
- Ectemnius rubicola (Dufour & Perris 1840)
- Ectemnius ruficornis (Zetterstedt 1838)
- Ectemnius rugifer (Dahlbom 1845)
- Ectemnius schlettereri (Kohl 1888)
- Ectemnius sexcinctus (Fabricius 1775)
- Ectemnius spinipes (A. Morawitz 1866)
- Ectemnius walteri (Kohl 1899)
- Другие виды